# Кройдон (місто)
Кройдон (англ. Croydon) — велике місто у Південному Лондоні, Англія, що дало найменування лондонському боро Кройдон. 
Кройдон — один з найбільших комерційних районів Великого Лондона з великим торговим районом і нічним господарством. 

Станом на 2011 рік у місті проживало 192 064 особи 
, 
а з передмістям — 384 837 осіб. 
Розташовано за 15,1 км на південь від Чарінг-кросс.
Спочатку район був частиною Воллінгтонської сотні в історичному графстві Суррей. 
Під час Нормандського завоювання Англії у Кройдоні знаходилися церква та млин. 
У ньому проживало близько 365 жителів, як записано у Книзі Страшного суду 1086 

. 
У середні віки Кройдон зазнав розвитку як ринкове місто та центр виробництва деревного вугілля, дублення шкіри та пивоваріння. 
Суррейська залізниця від Кройдона до Вондзверта була відкрита в 1803 році і стала першою у світі залізницею загального користування. 
До початку 20-го століття Кройдон був важливим промисловим районом, відомий виробництвом автомобілів, металообробкою та аеропортом. 
У середині 20-го століття ці сектори були замінені роздрібною торгівлею та економікою послуг, що було викликано масштабною реконструкцією, в результаті якої з'явилися офісні будівлі та центр Вітгіфт. 
Кройдон був об'єднаний з Великим Лондоном в 1965 році.
Кройдон знаходиться між Центральним Лондоном і південним узбережжям Англії, на північ від двох проходів у Норт-Даунс, один з яких проходить Брайтон-роуд A23 і головної залізничної лінії через Перлі і Мерстгем, а інший A22 від Перлі до розв'язки M25 у Годстоун. 
Іст-Кройдон є великим вузлом національної мережі залізничного транспорту, звідки регулярно курсують швидкі поїзди до Центрального Лондона, Брайтону та до південного узбережжя. 
Місто також знаходиться у центрі єдиної трамвайної мережі на півдні Англії.

## Транспорт

### Залізниця
Кройдон обслуговують станції Іст-Кройдон, Саут-Кройдон і Вест-Кройдон. 
Іст-Кройдон і Саут-Кройдон обслуговує залізниця Govia Thameslink Railway, яка працює під брендами Southern і «Thameslink» через Брайтонську залізницю. 

Вест-Кройдон обслуговується операторами London Overground та «Southern». 

Найбільша та найзавантаженіша з трьох станцій — Іст-Кройдон, хоча Вест-Кройдон розташована ближче до головного торгового району Кройдона.

### Трамвай
Трамвайна мережа Tramlink відкрита в 2000 році; 
Кройдон є її центром. 

Мережа складається з двох основних ліній: від Елмерс-Енду або Бекенгем-джанкшен до Вімблдона та від Нью-Еддінгтона до Вест-Кройдона, причому всі трамваї курсують через кільце у центрі Кройдона. 

Це єдина трамвайна мережа у Великому Лондоні. 

### Автотранспорт
За кілька миль на південь від Кройдона є невеликий прохід в Норт-Даунс, транспортний коридор з Лондона до південного узбережжя. 
Дорога з Лондона до Брайтона проходила через місто до того, як на заході було побудовано автошлях A23. 
Transport for London здійснює багато автобусних маршрутів у Кройдоні та його околицях. 
Більшість автобусних маршрутів мають зупинку на автовокзалі Вест-Кройдон.